# Springs (New York)
Pour les articles homonymes, voir Springs (homonymie).
Springs est un hameau de la ville de East Hampton, dans le comté de Suffolk, État de New York, États-Unis, sur la branche sud de Long Island, où le peintre du XXe siècle Jackson Pollock vécu de 1945 à 1956 avec Lee Krasner, qui était peintre elle aussi. Il y réalisa ses célèbres peintures au sol en versant la peinture (ce qui donne des pourings) ou en la faisant gicler du bout d’un bâton (ce qui donne des drippings). La maison et son hangar-atelier sont toujours là. C'est aussi là qu'il mourut et y est enterré. Un énorme bloc erratique, de 40 tonnes, apporté à East Hampton par un ancien glacier, a été déplacé et posé à côté de la tombe.  Référence:  Steven Naifeh et Gregory White Smith (trad. J.-P. Mourlon), Jackson Pollock, Tristram, 1999, 735 p.  (ISBN 2-9076-8125-7). En particulier pages 442 - 724.